# La madre de Frankenstein
La madre de Frankenstein és una novel·la contemporània contextualitzada en la postguerra espanyola. Està escrita per Almudena Grandes i va ser publicada l'any 2020, conformant la sèrie "Episodios de una Guerra Interminable". SEs tracta del cinquè lliurament d'aquesta sèrie sobre la Guerra Civil i el Franquisme, inspirada en els Episodios Nacionales de Benito Pérez Galdos. La narració descriu la situació de la psiquiatria a Espanya en els anys 1950, amb eix central en l'última etapa de la vida de Aurora Rodríguez Carballeira, ingressada en el manicomi de Ciempozuelos. Aurora Rodríguez Carballeira va ser coneguda en els anys 1930 per haver assassinat a la seva filla prodigi Hildegart Rodríguez Carballeira, quan va percebre que perdia el control sobre ella i es va sentir fracassar en l'educació de la jove com a "model de dona del futur".
En aquesta novel·la, Almudena Grandes intercala fets històrics amb relats de personatges ficticis, mostrant així un reflex de la societat espanyola de l'època. De fet, hi ha un total de 117 personatges en la novel·la, dels quals set són reals, incloent a Antonio Vallejo Najera i López Ibor, dos estendards de la psiquiatria en la dictadura de Franco, així com la mateixa Aurora Rodríguez Carballeira. En paraules de l'autora, "aquest llibre, la repressió té a veure amb la vida quotidiana, no amb grans vessaments de sang ni amb persecucions policials."

## Argument
Es tracta d'una història contada a tres veus, amb punt de partida en l'arribada del doctor Germán Velázquez a Espanya per a posar en pràctica un tractament experimental per l'esquizofrènia, la clorpromazina, al sanatori mental de Ciempozuelos. Germán Velázquez, un dels tres protagonistes, és un psiquiatre d'origen espanyol establert a Suïssa, després de fugir d'Espanya sent adolescent durant la Guerra Civil a causa de la implicació del seu pare amb la Segona República. Quan torna a una Espanya que per a ell és desconeguda, es retroba amb Aurora Rodríguez Carballeira, una malalta paranoica ingressada per assassinar la seva filla, però alhora una dona molt culta i intel·ligent. Es coneixien perquè el pare del doctor Velázquez, també psiquiatre, havia elaborat una avaluació de la malalta dies abans del seu judici (en 1933) i ell havia escoltat la seva confessió d'assassinat per darrere de la porta. Al sanatori, coneix també a María Castejón, una auxiliar d'infermeria provinent d'una família de treballadors del sanatori mental femení de Ciempozuelos. L'auxiliar d'infermeria sent un vincle molt especial per la pacient, ja que havia estat Aurora Rodríguez Carballeira qui l'havia ensenyat a escriure. Les veus de María, la de Germán i la d'Aurora Rodríguez Carballeira són les que narren la història.
Rodríguez Carballeira era una ferma defensora de les teories eugenesistes, i considerava a la seva filla Hildegart com la seva creació, de tal forma que quan la jove va començar a buscar la seva pròpia veu i independència, després d'haver estat tota la seva vida sota l'ala de la seva mare, aquesta la va assassinar. Hildegart, igual que Aurora, era superdotada, no obstant això, sempre havia estat sobreprotegida. Arran de la seva influència en la societat, va començar a cartejar-se amb personalitats molt influents de l'època com el britànic H.G. Wells, qui havia manifestat la seva intenció de portar-la a Anglaterra com a secretària i que aquí desenvolupés el seu potencial. Nombroses teories suggereixen que aquest va ser el detonant que la seva mare, amb la qual mantenia ja una relació molt deteriorada i sofria de paranoia, l'assassinés.
Aquesta novel·la, basada en els dos últims anys de vida d'Aurora Rodríguez Carballeira (1954-1956) retrata l'Espanya de la postguerra i la situació de la psiquiatria espanyola en aquesta època. Amb aquesta realitat, xoca Germán Velázquez, provinent d'un règim molt més obert, ha de conviure amb personatges molt peculiars de la història d'Espanya, com el psiquiatre Vallejo Nájera, el "menguele espanyol". També era eugenesista, però a diferència dels teòrics alemanys, com a bon catòlic, no creia en l'esterilització. Per a ell, existia un "gen roig", al qual estava lligat la "imbecil·litat" i la "feblesa mental". Per a extirpar-lo de la ment dels nens, i conservar així la raça hispana, calia separar-los dels seus pares quan eren bebès, afusellant als pares i educand als fills en els valors del Movimiento Nacional. També ha de conviure amb López Ibor, que va ser conegut pels seus mètodes per a "curar" l'homosexualitat amb tractaments mitjançant eletroshocks o lobotomies.

## Personatges
- Germán Velázquez : Personatge fictici. La seva figura està inspirada en Carlos Castilla del Pino.[7] El personatge de la novel·la és un psiquiatre d'origen espanyol exiliat a Suïssa a causa de la vinculació del seu pare, també psiquiatre, a la Segona República. Torna a una Espanya "que ell reconeix, però Espanya no el reconeix a ell", un país impregnat dels valors del nacionalcatolicisme, on "el pecat era delicte i era pitjor el pecat que el delicte". La raó de la seva tornada és la posada en pràctica d'un tractament de clorpromazina, el primer narcolèptic mitigador dels efectes de l'esquizofrènia. Si bé és cert que el tractament experimental del fàrmac va ser aproximadament en la mateixa data que la novel·la, no arriba a Espanya fins a molts anys després.[4] A Espanya es retroba amb una antiga pacient del seu pare, Aurora Rodríguez Carballeira, que havia anat a la consulta per a confessar l'assassinat de la seva filla i el doctor de nen escolta després de la porta. Des del primer moment, sent una fascinació molt especial per aquesta pacient, i s'esforça per comprendre la seva malaltia i fer la seva vida més amena.
- María Castejón: Personatge fictici basat en la cantant María Escarmiento. Mitjançant la figura de María, Almudena Grandes enarbora a la Fortunata galdosiana. És una auxiliar d'infermeria la vida de la qual ha estat lligada, des del seu naixement, al sanatori mental femení de Ciempozuelos - és la neta del jardiner-, i amb això, a Aurora Rodríguez Carballeira. Entre aquestes dues dones hi ha un vincle molt especial, ja que havia estat la malalta paranoica (Aurora) la que havia ensenyat a María, als cinc anys a llegir. Per a María, entrar a l'habitació d'Aurora era arribar a un món nou. A més, és l'encarregada de llegir en veu alta a una Aurora que ja s'ha quedat cega, a més de desesperançada. María Castejón mostra una figura molt repetida en el règim franquista d'una dona jove que ha de treballar com a minyona i sobre la que s'excedeixen els senyorets perquè se senten amb dret a tot.[6][8]
- Aurora Rodríguez Carballeira: Personatge real. Pensadora, filòsofa, i un estendard del feminisme de l'època. Segons Almudena Grandes, tenia totes les característiques per a ser la "dona del futur". Estava diagnosticada com a malalta paranoica amb manies persecutòries i deliris de grandesa. Segons ella, havia nascut per a millorar la humanitat i això seria, segons ella mateixa, a través de la seva filla Hildegart. Tanmateix, quan aquesta comença a reclamar la seva independència, així com a flirtejar amb un diputat del partit socialista en el qual militava, la seva mare considera que s'ha pervertit, i fent la comparació amb un escultor que trenca un esbós de la seva obra quan no està satisfet, decideix assassinar-la. En la novel·la es mostren els dos últims anys de la vida de la malalta, de 1954 a 1956, després d'haver estat enclaustrada 21 anys de la seva vida al manicomi de Ciempozuelos, des de la Nit de Nadal de 1935. Al llibre, es mostra a una Aurora derrotada, tanmateix, continua mantenint els seus deliris de grandesa i creient-se la salvadora de la raça. De fet, la dona durant el seu tancament elabora ninots de tela intentant donar-los vida. És una dona abandonada que no li interessa a ningú, i no obstant això, ni en el seu pitjor moment es penedeix d'haver assassinat a la seva filla. La seva manera d'expressar-se és a través de la música, mostrant-se així una de les grans habilitats de la pacient, ja que la paranoia no afectava la seva intel·ligència.[9][10]
- Antonio Vallejo Nájera : Personatge real. Ferm defensor de l'eugenèsia i creador de la teoria del "gen roig", en la qual establia que el marxisme estava lligat a la "imbecil·litat" i a la "feblesa moral", i per tant, per a postergar la raça espanyola feia falta extirpar-lo. La forma que tenia de fer-ho era primer afusellant als progenitors i a continuació, donant el nen o la nena a una família que els eduqués en els valors del Movimiento Nacional. De fet, va ser pioner en el robatori de bebès que es va mantenir a Espanya també en la democràcia.[11] A més, era el director del manicomi masculí de Ciempozuelos. López Ibor i el mantenien una enemistat manifesta, no obstant això, tenien moltes idees en comú, com el maltractament a rojos i homosexuals.

- Juan José López Ibor: Personatge real. Un dels referents de la psiquiatria a Espanya durant règim franquista. Va ser conegut per sotmetre als homosexuals a sessions de electroxocs i a lobotomies per a "curar la seva malaltia". La tècnica era la següent: les persones a les quals s'aplicava rebien descàrregues elèctriques davant estímuls homosexuals, que cessaven davant estímuls heterosexuals. Aquest tractament només s'aplicava als homes, ja que no es considerava que les dones poguessin tenir una sexualitat autònoma, tanmateix, també van sofrir repressió. Eren repudiades a manicomis, com el de Ciempozuelos, on també rebien aquest tipus de teràpies.[12] López Ibor i Vallejo Nájera "compartien poder però s'odiaven", i es posaven d'acord per a marginar a professionals que no compartien les seves idees, com Carlos Castilla del Pino, psiquiatre en el qual està inspirat el doctor Germán Velázquez.[13]

- Eijo Garay: Personatge real. Va ser el bisbe de Madrid- Alcalá, procurador de les Corts, Patriarca de les Índies Occidentals i Conseller Nacional de les FET i de les JONS, "ccom una mostra que no existia separació entre Església i Estat". El seu paper en la novel·la reflecteix el que realitzava en la realitat, controlant que ningú es desviés del camí del Caudillo, i dels principis del gloriós moviment.[6]
- Eduardo Méndez: Personatge fictici secundari. Es tracta d'un psiquiatre homosexual que quan era jove, rep el tractament de electroshock de López Ibor. És amic tant de Maria Castejón com de Germán Velázquez i metge en el sanatori de Ciempozuelos.[14]
- Germana Belén: Personatge fictici secundari. Superiora del manicomi, que durant moments de la novel·la, malgrat ser representant de l'autoritat catòlica en el manicomi, mostra complicitat amb el doctor Velázquez durant diversos moments de la novel·la. S'oposa a la figura de la germana Anselma, també superiora del manicomi i al pare Armenteros, un religiós molt afí al règim.[7]
- Pare Armenteros: Personatge de ficció. A la novel·la funda els Cursets de Cristiandat uns retirs espirituals parodiats en la novel·la de Juan Marsé La oscura historia de la prima Montse. Aquests cursets van existir en la realitat i van sorgir durant els primers anys de la dictadura, en 1949. L'homosexualitat no va ser inclosa en la legislació repressiva fins a l'any 1954, en la Reforma de Llei de vagues i dolents. Podien ser ingressats en "institucions especials" i "en absoluta separació dels altres".[14][12]

## Escenari
L'eix principal en el qual es desenvolupa l'escena de la novel·la és el sanatori mental de dones de San Juan de Dios de Ciempozuelos, a 25 quilòmetres al sud de Madrid. Per a l'autora, el manicomi és un microcosmos que reflecteix la societat de l'època; una "novel·la centrípeta, que va sempre cap a dins". En aquest moment, les dones eren "imbècils legals" de cara al règim; no podien obrir-se un compte bancari o rebre una herència sense el seu pare o el seu marit, per exemple. I les malaltes mentals eren "el marge del marge" No obstant això, les pacients dels manicomis no eren sols les dones amb malalties mentals, sinó també les que reclamaven independència o volien viure lliurement la seva sexualitat. Segons narra Almudena Grandes al diari ABC, " hi havia tota una tradició de marits infidels que aconseguien llevar-se la seva dona en el moment que feien dos crits seguits, enviant-les a un manicomi". EEn contraprestació, es trobava el sanatori mental de Doctor Esquerdo, on, segons reflecteix la novel·la, era el lloc "en el qual es podien ocultar els homosexuals per a esquivar la presó per ser homosexuals".

## Elaboració de la novel·la
Almudena Grandes va conèixer de la història d'Aurora Rodríguez Carballeira l'any 1989, coincidint amb la publicació de la seva primera novel·la, Las edades de Lulú , gràcies al llibre del psiquiatre asturià Guillermo Rendueles, El manuscrito encontrado en Ciempozuelos. A l'escriptora li va cridar l'atenció pel seu títol i per la seva imatge de portada: un ninot de Frankenstein. Aquest llibre era una anàlisi de l'historial clínic d'Aurora Rodríguez Carballeira. Des de llavors, l'autora es va quedar fascinada per la dona, "tan brillant, tan boja i tan espectacular". Segons narra, encara que considerava que havia comès un acte odiós, - l'assassinat de la seva filla Hildegart- no era capaç d'odiar a la seva autora. Definia al model de dona nova de la Segona República totalment eclipsada per la seva malaltia mental i el seu crim. Des de llavors, havia intentat donar-li forma a aquesta història, per exemple, amb una obra de teatre, no obstant això, segons deia la mateixa autora, el teatre era la seva tasca pendent.
A més de basar-se en el manuscrit del psiquiatre asturià, l'escriptora va realitzar una àmplia labor de documentació per a plasmar la personalitat d'Aurora. Entre altres coses, va realitzar entrevistes amb psiquiatre progressista Carlos Castilla del Pino Carlos Castella del Pi o va llegir converses amb Aurora del periodista Eduardo de Gúzman. A més, al llarg de la trama, es recullen nombrosos successos històrics, començant pel judici d'Aurora Carballeira, que va adquirir major rellevància en la seva època per l'enfrontament de les dues Espanyes: el perit de la defensa era José Rodríguez Lafora, d'ideologia progressista i que al·legava que l'acte responia a la paranoia d'Aurora, davant del de l'acusació, l'ideòleg del règim franquista Vallejo Najera, que atribuïa l'assassinat a la depravació d'una dona que llegia molt i lliurement - i per això era perillosa la lectura per a les dones-. Unes altres de les escenes reals que relata la novel·la són la caiguda de Ciempozuelos, en el primer dia de la batalla del Jarama (durant la Guerra Civil), la història del Stanbrook, un vaixell que va sortir sobrecarregat- d'exiliats republicans- del port d’Alacant sota el comandament del capità Archibald Dickinson i la massacre de civils que fugien a peu per la carretera de Màlaga a Almeria.

## Adaptacions
El Centro Dramático Nacional va estrenar el setembre de 2023, al Teatro María Guerrero de Madrid, una adaptació teatral de la novel·la, dirigida per Carme Portaceli, amb adaptació d'Anna Maria Ricart Codina i interpretada per Blanca Portillo, Pablo Derqui, Ferran Carvajal, Macarena Sanz, José Troncoso, Jordi Collet, Belén Ponce de León, David Fernández "Fabu" i Gabriela Flores.